# Dendrobiella aspera
Dendrobiella aspera là một loài bọ cánh cứng trong họ Bostrichidae. Loài này được LeConte miêu tả khoa học năm 1858.